# Feiruz Mustafaev
Feyruz Rajab oghlu Mustafayev  (Azerí:  Feyruz Rəcəb oğlu Mustafayev / Фејруз Рәҹәб оғлу Мустафајев , Mərzili, 18 de octubre de 1933 — Bakú, 7 de julio de 2018) fue un político y diplomático azerbayiano. Ejerció como primer ministro interino (4 de abril de 1992 - 16 de mayo de 1992). Fue el primer vice primer ministro de la República de Azerbaiyán (22 de mayo de 1991 — 18 de mayo de 1992). 
También fue Presidente de la Compañía Estatal "Azergushsanaye" (8 de febrero de 1993) y presidente de la Compañía Compañía Estatal de Productos de Granos (25 de noviembre de 1993 - 16 de octubre de 1994).

## Biografía
Feyruz Mustafayev nació el 18 de octubre de 1933, en Mərzili, un pueblo del Raión de Agdam. Después de graduarse en su pueblo, continuó su educación en el Instituto de Novruzlu. Después decompletar el servicio militar en 1955, comenzó su carrera como trabajador de la granja del distrito de Samukh. Luego fue elegido contador, presidente del sindicato agrícola colectivo y presidente de la granja colectiva. Durante este período, estudió por correspondencia en el Instituto de Economía de Moscú.
Feyruz Mustafayev, que logró altos resultados en la granja colectiva, fue nombrado presidente del Comité Ejecutivo del Distrito de Khanlar. Un año después, fue elegido primer secretario del Comité del Partido del distrito de Khanlar. Luego, Feyruz Mustafayev fue designado para el distrito de Shamaji.
En 1981, Heydar Aliyev, Primer Secretario del Comité Central del Partido Comunista de Azerbaiyán, y Leonid Brezhnev, Primer Secretario del Comité Central del Partido Comunista de la Unión Soviética, le galardonaron con la Orden de Lenin y el de Héroe del Trabajo Socialista por sus trabajos de construcción en el distrito de Shamakhi, como 600 km de líneas de agua y todos los trabajos de construcción y reformas similares.
En 1975, cuando era el primer secretario del Comité del distrito de Khanlar del Partido Comunista de Azerbaiyán, fue elegido diputado de la IX convocatoria del Sóviet Supremo de la República Socialista Soviética de Azerbaiyán del distrito electoral n.º 343 de Qızılca, Goygol. Fue miembro de la Comisión de Cultura.
En 1987, se convirtió en vicepresidente del Comité de Industria Agraria, luego presidente del Comité de Refugiados, presidente de la Compañía Estatal de Cereales, vice primer ministro y luego primer ministro en funciones.